# 费伦茨萨拉什
费伦茨萨拉什（匈牙利語：Ferencszállás）是匈牙利琼格拉德州所辖的一个村。总面积5.79平方公里，总人口614，人口密度106.0人/平方公里（2011年1月1日）。